# Креглинген
Креглинген (њем. Creglingen) град је у њемачкој савезној држави Баден-Виртемберг. Једно је од 18 општинских средишта округа Маин-Таубер-Крајс. Према процјени из 2010. у граду је живјело 4.802 становника. Посједује регионалну шифру (AGS) 8128020.

## Географски и демографски подаци
Креглинген се налази у савезној држави Баден-Виртемберг у округу Маин-Таубер-Крајс. Град се налази на надморској висини од 278 метара. Површина општине износи 117,2 km². У самом граду је, према процјени из 2010. године, живјело 4.802 становника. Просјечна густина становништва износи 41 становника/km².